# Chūō-Autobahn
Die Chūō-Autobahn (jap. 中央自動車道, Chūō Jidōshadō, wörtl. „Zentralautobahn“) ist eine wichtige Ost-West-Autobahn in Japan und durchquert die japanische Hauptinsel Honshū von Suginami bis Komaki und trifft hier auf die Tōmei-Autobahn. Ihr Verlauf folgt dabei im Wesentlichen dem der  Nationalstraße 19 und 20. Von Takaido bis zum Dreieck Okaya bildet sie die E20 und vom Dreieck Okaya bis Komaki das südliche Teilstück der E19. Die Fujiyoshida-Stichstrecke von Ōtsuki bis Fujiyoshida bildet zusammen mit der anschließenden Higashi-Fujigoko-Straße die E68.
Die 366,8 km lange Autobahn wird von der zentraljapanischen Autobahnbetreibergesellschaft Naka-Nihon Kōsokudōro K.K. (engl. Central Nippon Expressway Co., Ltd., NEXCO) betrieben und ist als „Nationale Hauptstrecke“ (Kokkandō, kurz für 国土開発幹線自動車道, kokudo kaihatsu kansen jidōshadō) klassifiziert.

## Anschlussstellen(Interchange)
Takaido (1) – Chōfu (3) – Inagi (3-1) – Kunitachi-Fuchū (4) – Hachiōji (5) – Sagamiko (8) – Uenohara (9) – Ōtsuki (10) – Katsunuma (12) – Ichinomiya-Misaka (13) – Kōfu-Minami (14) – Kōfu-Shōwa (15) – Nirasaki (16) – Sudama (17) – Nagasaka (17-1) – Kobuchizawa (18) – Suwa-Minami (19) – Suwa (20) – Ihoku (22) – Ina (23) – Komagane (24) – Matsukawa (25) – Iida (26) – Iida-Yamamoto (26-1) – Sonohara (26-2) –  Nakatsugawa (27) – Ena (28) – Mizunami (29) – Toki (30) – Tajimi (31) – Komaki-Higashi (32)

## Verlauf
- Präfektur Tokio
  - Suginami – Setagaya – Mitaka – Chōfu – Fuchū – Kunitachi – Hino – Hachiōji
- Präfektur Kanagawa
  - Sagamihara
- Präfektur Yamanashi
  - Uenohara – Ōtsuki – Kōshū – Fuefuki – Kōfu – Kai – Nirasaki – Hokuto
- Präfektur Nagano
  - Chino – Suwa – Okaya – Ina – Komagane – Iida
- Präfektur Gifu
  - Nakatsugawa – Ena – Mizunami – Toki – Tajimi
- Präfektur Aichi
  - Kasugai – Komaki

## Sonstiges
Am 2. Dezember 2012 stürzte bei Ōtsuki die Decke des Sasago-Tunnels auf etwa 50 bis 60 Meter Länge ein und begrub mehrere Fahrzeuge unter sich, ein Feuer brach aus. Es gab mehrere Tote und Verletzte.